# Andrena dinizi
Andrena dinizi är en biart som beskrevs av Warncke 1975. Andrena dinizi ingår i släktet sandbin, och familjen grävbin. Inga underarter finns listade i Catalogue of Life.